# Julius Viel
Julius Viel (* 21. Februar 1918 in Überlingen, Bodensee; † 25. Februar 2002 in Wangen im Allgäu) war ein deutscher Journalist und Autor. Während des Zweiten Weltkriegs war er SS-Untersturmführer in der Waffen-SS. Nach dem Krieg arbeitete er als Journalist und wurde für sein ehrenamtliches und politisches Engagement mit dem Bundesverdienstkreuz geehrt. 2001 wurde er für einen im Jahr 1945 begangenen siebenfachen Mord zu zwölf Jahren Haft verurteilt.

## Leben
Julius Viel wuchs in Adelsheim und in Kirchheim unter Teck auf. Nach der Mittleren Reife und dem Reichsarbeitsdienst kam er 1936 zur SS-Verfügungstruppe. Mit dieser nahm er an Schulungen im KZ Dachau sowie am Überfall auf Polen, dem Frankreichfeldzug und dem Krieg gegen die Sowjetunion teil. 1937 trat er der NSDAP bei (Mitgliedsnummer 5.031.847). Zuletzt im Rang eines SS-Untersturmführers, erlitt er im September 1944 eine schwere Verwundung an der Westfront. Er kam danach zur Nachrichtenschule Nürnberg und anschließend nach Linz und zur Nachrichtenschule Leitmeritz. Nach dem Krieg arbeitete er als Pferdeknecht; 1948 kam er als Mitarbeiter zur Stuttgarter Zeitung. In den 1960er Jahren war er dort „Technischer Redakteur“. Anfang der 1970er Jahre wurde ihm von Chefredakteur Chrysostomus Zodel die Leitung der Lokalredaktion der Schwäbischen Zeitung in Schramberg übertragen, die er fast 15 Jahre lang innehatte.
In seiner Freizeit schrieb Julius Viel eine Vielzahl von Wanderführern und Radwanderführern. 1983 wurde ihm zu seinem 65. Geburtstag für seine politischen Verdienste und sein ehrenamtliches Engagement das Bundesverdienstkreuz am Bande verliehen.
2001 gelangte Julius Viel in die internationalen Medien, weil er im Ravensburger Kriegsverbrecherprozess vor dem Landgericht Ravensburg am 3. April 2001 zu einer zwölfjährigen Haftstrafe verurteilt wurde. Das Gericht sah es als erwiesen an, dass Viel als SS-Mann vor Ende des Zweiten Weltkriegs im Frühjahr 1945 sieben jüdische Häftlinge des Gestapo-Gefängnisses in der Kleinen Festung Theresienstadt „aus Mordlust und niedrigen Beweggründen“ erschossen hatte.
Elf Monate später verstarb Julius Viel, nachdem er wegen Haftunfähigkeit aus dem Vollzugskrankenhaus Hohenasperg entlassen worden war, in seiner Wahlheimat Wangen im Allgäu an Lungenkrebs.

## Publikationen
- mit Brigitte Viel: Bodensee, Allgäu, Oberschwaben Deta Kompass Rad-Wanderführer. Deutscher Wanderverlag Mair u. Schnabel, Stuttgart 1981, ISBN 3-8134-0113-8.